# Viola gotlandica
Viola gotlandica är en violväxtart som beskrevs av Wilhelm Becker. Viola gotlandica ingår i släktet violer, och familjen violväxter. Inga underarter finns listade i Catalogue of Life.